# Шарпејине догодовштине
Шарпејине догодовштине (енгл. Sharpay's Fabulous Adventure) амерички је DVD филм и Средњошколски мјузикл спин-оф са главном улогом коју тумачи Ешли Тисдејл. Филм се фокусира на живот Шарпеј Еванс након дипломирања, покушавајући да добије улогу у представи на Бродвеју.
Филм је изашао на блу-реју и DVD 19. априла 2011. године. Затим се 22. маја 2011. године приказивао као оригинални филм Дизни канала. Представља први оригинални филм Дизни канала који је изашао као кућни медиј пре него емитовања на Дизни каналу.

## Синопсис
Плава дива Шарпеј, напокон има своју авантуру, док путује у Њујорк Сити, надајући се да ће бити велика звезда. Али Шарпеј има тежак пут, када схвати да у стварном свету главне улоге нису предане талентованим тинејџерима на сребрном тањиру.